# Duguetia guianensis
Duguetia guianensis este o specie de plante angiosperme din genul Duguetia, familia Annonaceae, descrisă de Robert Elias Fries. Conform Catalogue of Life specia Duguetia guianensis nu are subspecii cunoscute.